# الانتخابات الإسبانية العامة 1893
جرت الانتخابات الاسبانية العامة لسنة 1893 يوم الأحد 6 مارس 1893 لانتخاب خامس برلمان عودة البوربون لمملكة اسبانيا. وجرت الانتخابات لجميع مقاعد مجلس النواب ال 401.

## نظرة عامة
شكلت الهيئة التشريعية الإسبانية للكورتيس في وقت انتخابات 1893 من مجلسين:
- مجلس عموم وهو مجلس النواب.
- مجلس الأعيان وهو مجلس الشيوخ.

وكان هذا البرلمان من مجلسين نظام متكامل تقريبا، حيث أنشئ المجلسان بوصفهما «هيئات تشريعية مشتركة». ولكليهما وظائف تشريعية ومهام تتعلق بالرقابة والميزانية ويتقاسمان سلطات متساوية باستثناء قوانين التبرعات والدين العام، حيث يكون للكونغرس الأولوية.
حافظ دستور 1876 على ابقاء إسبانيا ملكية دستورية ومنح الملك سلطة تسمية أعضاء مجلس الشيوخ وإلغاء القوانين، بالإضافة إلى لقب القائد العام للجيش. كما أن للملك دورا رئيسيا في «نظام تداول السلطة» (بالإسبانية: turno pacífico)‏ من خلال تعيين وإسقاط الحكومات والسماح للمعارضة بالاستيلاء على السلطة. وفي ظل هذا النظام تمكن الحزبان المحافظون والليبراليون من تداول السلطة عن طريق تزوير الانتخابات التي حققوها من مرشحيها الذين يحظون بتأييد الحكومة (بالإسبانية: encasillado)‏ باستخدام الروابط بين وزارة الداخلية والحكام المدنيين في المقاطعات مع الزعماء المحليين (بالإسبانية: cacique)‏ لضمان النصر واستبعاد الأحزاب الصغيرة من تقاسم السلطة معهم.

## النظام الانتخابي
أقرت الموافقة على قانون انتخابي جديد في 1890 للاقتراع العام في إسبانيا مما أدى إلى استبدال الاقتراع الواسع في جميع الانتخابات المقبلة، وتمديد حق التصويت من حوالي 5٪ من السكان إلى ما يقرب من 25٪. وشملت التغييرات الأخرى تبسيط العملية الانتخابية بالإضافة إلى إزالة التصويت التراكمي.
بالنسبة لمجلس النواب فقد خصص 84 مقعدا ل 26 دائرة انتخابية متعددة الأعضاء، ومنح حق التصويت الكتلوي الجزئي للمقاعد 317 المتبقية بنظام الجولة الأولى من جولتين في الدوائر ذات العضو الواحد. وبدلا من التصويت للأحزاب سيصوت الناخبون للمرشحين الأفراد. وفي المقاطعات التي تنتخب من مقعد إلى أربعة مقاعد يمكن للناخبين التصويت لمرشحين أقل بواحد من المقاعد التي يتعين شغلها؛ في المقاطعات التي لديها من خمس إلى ثمانية مقاعد، سيكون التصويت أقل بإثنين؛ و3 أصوات أقل في الدوائر الانتخابية متعددة الأعضاء التي تنتخب أكثر من ثمانية مقاعد. ويعتبر المرشحين ناجحين إذا نالوا أكثر عدد من الأصوات الدائرة الانتخابية. ويتحدد العدد الإجمالي للمقاعد حسب عدد السكان، أي مقعد واحد لكل 50,000 نسمة. والتصويت على أساس حق الاقتراع العام للذكور فوق 25 عاما وأن يكون قد أقام سنتين على الأقل في البلدية التي يحق له التصويت فيها. وفي الوقت نفسه، فإن للذكور العلمانيين الذين تزيد أعمارهم عن 25 سنة ويتمتعون بكامل الحقوق المدنية فهم مؤهلون للكونغرس.
لم يكن مجلس الشيوخ هيئة منتخبة انتخاب مباشر، فأعضاءه البالغ عددهم 360 عضوا ينقسمون إلى ثلاث فئات:
- أعضاء بالمجلس حسب حقوقهم الذاتية. وشملت سلالة الملك بالإضافة إلى وريث واضح أو ولي العهد والنبلاء الإسبان من الدرجة الأولى وجنرالات الجيش برتبة كابتن جنرال أدميرالات البحرية وبطريرك الإنديز والمطارنة وآخرين غيرهم.
- أعضاء عينهم الملك مدى الحياة.
- أعضاء مجلس الشيوخ منتخبين، يعينهم المساهمين الرئيسيين والمستشارين ونواب المقاطعات والجامعات ومجالس المدن والأكاديمية الملكية للتاريخ والأكاديمية الملكية للطب وغيرهما من الأكاديميات. بالإضافة إلى الوزراء وجمعيات أصدقاء البلد والمجتمعات الاقتصادية الأخرى.

نص دستور 1876 على انتخاب 180 عضوا من أعضاء مجلس الشيوخ والباقي يكون من الفئتين الأخريين. ويشترط أن يكون أعضاء مجلس الشيوخ المنتخبين قد خدموا عشر سنوات، وتفاوت مدة عضويتهم بحيث نصف هذه المقاعد مخصصة للتعيين كل خمس سنوات. ويحق للملك حل كامل القسم المنتخب لمجلس الشيوخ فاتحا باب التعيين لجميع الأعضاء.

## النتائج

### مجلس النواب
|                    |                                |             |             |             |         |         |
| الأحزاب والتحالفات | الأحزاب والتحالفات             | الصوت العام | الصوت العام | الصوت العام | المقاعد | المقاعد |
| الأحزاب والتحالفات | الأحزاب والتحالفات             | الأصوات     | %           | ±الفرق      | الفائز  | +/−     |
|                    | تكتل الحزب الليبرالي (PL)      |             |             |             | 257     | +161    |
|                    | حزب المحافظين الليبرالي (PLC)1 |             |             |             | 70      | –192    |
|                    | الاتحاد الجمهوري (UR)2         |             |             |             | 32      | +13     |
|                    | الاتحاد المحافظ (UC)           |             |             | جديد        | 17      | +17     |
|                    | الحزب الديموقراطي (PDP)        |             |             |             | 15      | +8      |
|                    | الطائفة التقليدية (CT)         |             |             |             | 7       | +2      |
|                    | حزب النزاهة (PI)               |             |             |             | 2       | ±0      |
|                    | مارتيسيون (أتباع مارتوس)       |             |             |             | 0       | –9      |
|                    | تقليديون مستقلون (Trad.i)      |             |             |             | 0       | –1      |
|                    | غير محددي التوجه               |             |             |             | 1       | +1      |

| |          |  |        |  |     |    |
| الاجمالي | الاجمالي |  | 100.00 |  | 401 | ±0 |
| |          |  |        |  |     |    |
| مجموع الأصوات / الحضور |          |  |        |  |     |    |
| الممتنعون |          |  |        |  |     |    |
| الناخبون المسجلون |          |  |        |  |     |    |
| |          |  |        |  |     |    |
| مصدر: historiaelectoral.com |          |  |        |  |     |    |

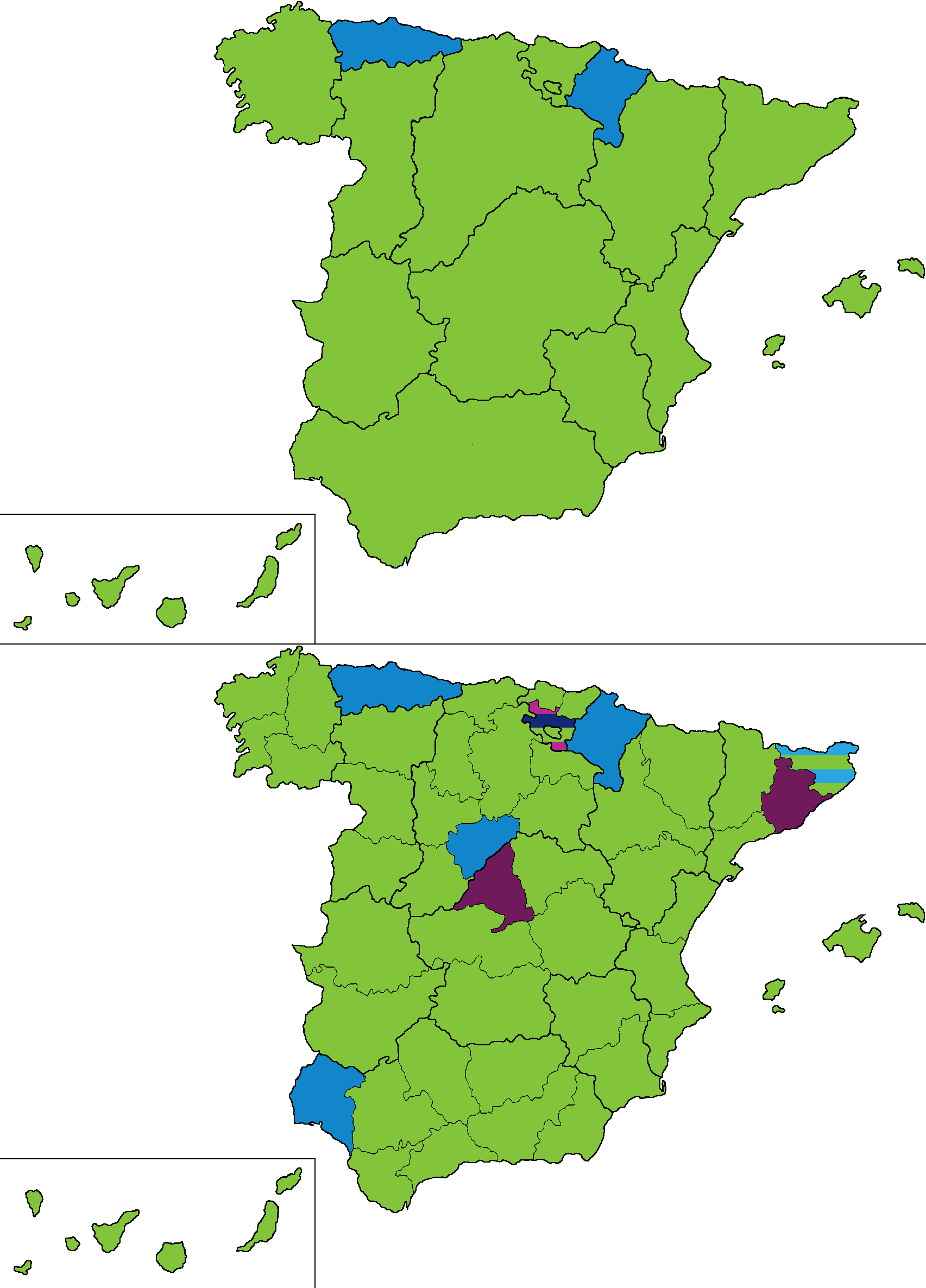
معظم الأصوات الحزبية حسب الأقاليم والمقاطعات.

| ملاحظات: 1 حزب المحافظين (إسبانيا) results are compared to the combined totals of the Liberal Conservative Party and Liberal Reformist Party in the 1891 election. 2 Republican Union [لغات أخرى] ‏ results are compared to the combined totals of the Progressive Republican Party [لغات أخرى] ‏ ، الحزب الجمهوري الديمقراطي الفيدرالي ، مستقل (سياسة) التيار الجمهوري في إسبانيا and Centralist Republican Party in the 1891 election. |          |  |        |  |     |    |
| ملاحظات: |          |  |        |  |     |    |
| 1 حزب المحافظين (إسبانيا) results are compared to the combined totals of the Liberal Conservative Party and Liberal Reformist Party in the 1891 election. 2 Republican Union ‏ results are compared to the combined totals of the Progressive Republican Party ‏، الحزب الجمهوري الديمقراطي الفيدرالي، مستقل (سياسة) التيار الجمهوري في إسبانيا and Centralist Republican Party in the 1891 election.                                    |          |  |        |  |     |    |

| \| Seats \| Seats \| Seats \| Seats \| Seats \| \| ---------------- \| ---------------- \| ----- \| ------ \| ------ \| \| \| \| \| \| \| \| PL \| PL \| \| 64.09% \| 64.09% \| \| PLC \| PLC \| \| 17.46% \| 17.46% \| \| UC \| UC \| \| 4.24% \| 4.24% \| \| PDP \| PDP \| \| 3.74% \| 3.74% \| \| CT \| CT \| \| 1.75% \| 1.75% \| \| PI \| PI \| \| 0.50% \| 0.50% \| \| غير محددي التوجه \| غير محددي التوجه \| \| 0.25% \| 0.25% \| |                  |  |        |        |
| Seats |                  |  |        |        |
| |                  |  |        |        |
| PL | PL               |  | 64.09% | 64.09% |
| PLC | PLC              |  | 17.46% | 17.46% |
| UC | UC               |  | 4.24%  | 4.24%  |
| PDP | PDP              |  | 3.74%  | 3.74%  |
| CT | CT               |  | 1.75%  | 1.75%  |
| PI | PI               |  | 0.50%  | 0.50%  |
| غير محددي التوجه | غير محددي التوجه |  | 0.25%  | 0.25%  |